# Theodor Andersson
Anders Theodor Andersson, född 7 september 1874 i Tölö församling i Hallands län, död 21 april 1931 i Oskar Fredriks församling i Göteborg, var en svensk friidrottare och allroundidrottare som representerade Gais omkring sekelskiftet 1900 och tog SM-medaljer i flera olika grenar. Han var också en pionjär för spridandet av fotboll i Sverige.

## Biografi
Andersson föddes 1874 som son till torparen Andreas Andersson och Anna-Lena, född Johansdotter. Han var nummer fyra i barnaskaran. När Andersson var fyra år dog hans mor, och fadern gifte sedan om sig med Albertina Olsdotter, med vilken han fick ytterligare två barn. Andersson fick flytta till en fosterfamilj i Göteborg, Pehr Morin och Olena Maria Johansson, och utbildade sig till korgmakare.
Andersson gick tidigt med i idrottsföreningen Gais (grundad 1894), där han ägnade sig åt allehanda idrotter. Vid det första svenska mästerskapet i friidrott 1896 tog han SM-guld i grenhopp med ett resultat på 2,29 meter. Samma år tog han även silver i höjdhopp (1,53 meter) och längdhopp (5,62 meter). Han försvarade året därpå guldet i grenhopp och tog brons i 110 meter häck med en tid på 17,6 sekunder. 1898 tog han silver i längdhopp på 5,23 meter, bakom klubbkamraten Axel Wallander på 5,26. 1898 slog han även svenskt rekord i grenhopp med 2,34 och tog SM-brons i brottning. 1899 blev han utan SM-medalj, men satte svenskt rekord i tresteg med 11,72 meter.
Andersson var ordförande för Gais år 1898 och var även föreningens förste instruktör. 1899 ersattes han som ordförande av Axel Wallander och flyttade till Stockholm, där han fick anställning på S. F. Wahlströms korgmakeri på Drottninggatan 30. I Stockholm kom han i kontakt med Djurgårdens IF, och han blev lagets första fotbollstränare. Efter några år i Stockholm återvände han till Göteborg, där han bland annat tränade Göteborgs IF, som tog SM-guld i fotboll 1903. Senare flyttade han tillbaka till hemstaden Kungsbacka, där han gifte sig, startade ett korgmakeri och en slöjdbutik. Han hade också några politiska uppdrag i staden och blev ordförande och tränare i Kungsbacka IF. Andersson dog 1931 och är begravd på Västra begravningsplatsen i Göteborg.